# San Germán (Bolivia)

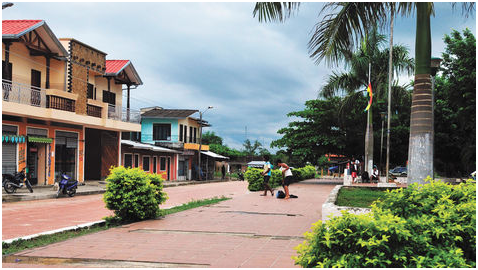
San Germán de Yapacani

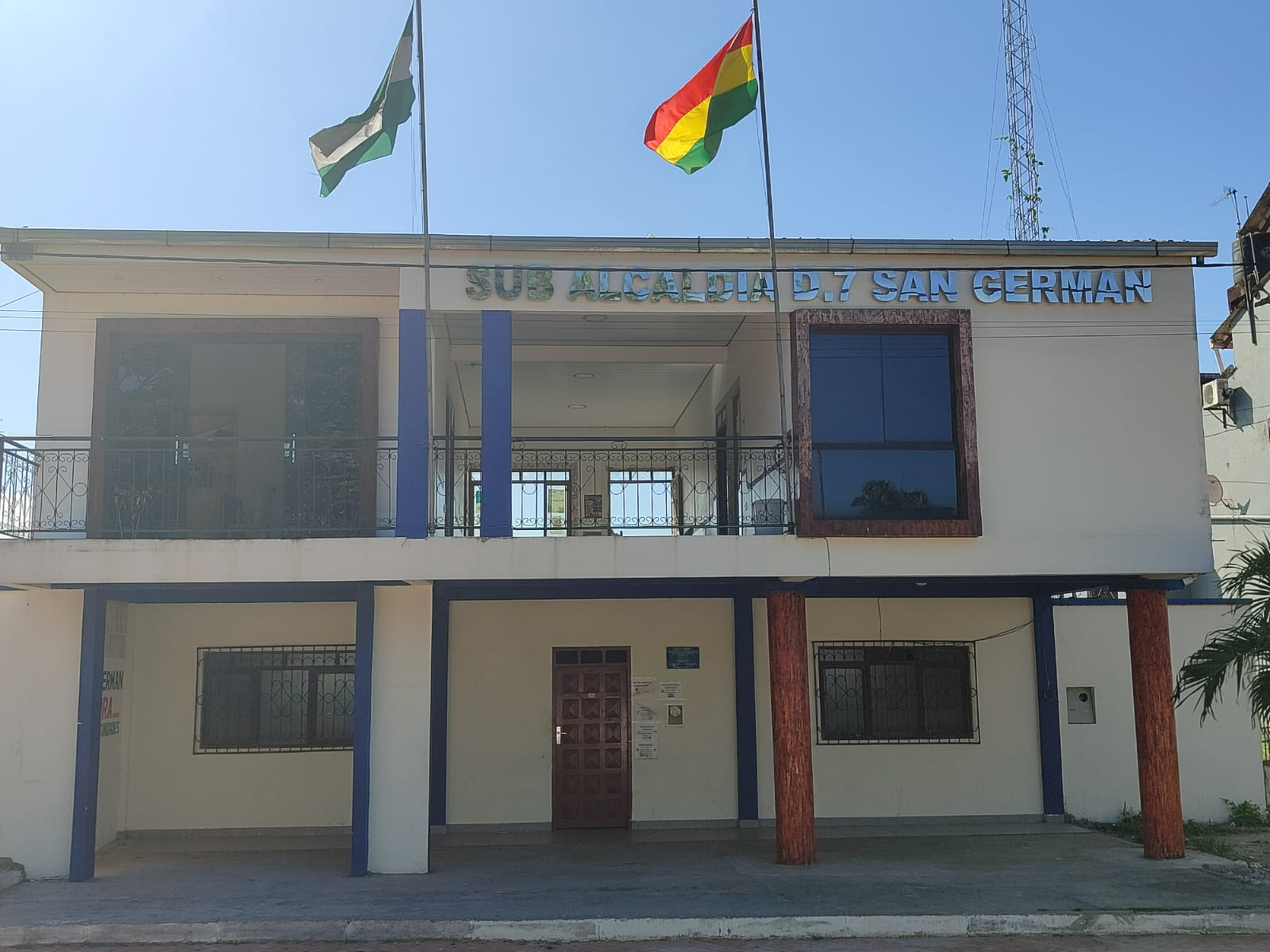
Sub alcaldía de San Germán

San Germán es una comunidad boliviana ubicada en el municipio de Yapacaní. Su fundación y desarrollo comenzaron en 1969, cuando un grupo de familias provenientes de diversas regiones del país, como Cochabamba, Sucre, Oruro y Potosí, se establecieron en tierras deshabitadas de la región. En 1972, un grupo de estos colonos formalizó el asentamiento en una ceremonia que coincidió con la festividad de Tata Santiago, el 25 de julio, nombrando la comunidad en honor al presidente Germán Busch Becerra.
Entre los fundadores destacan Lucho Castellón, Clemente Guzmán, Andrés Gonzales, Andrés Peredo, Máximo Delgado, Magín Zurita, Mario Tapia, Genero Rocha, y Joaquín Cahua Siri, quienes fueron fundamentales en la consolidación de la comunidad.
A lo largo de los años, San Germán ha experimentado un desarrollo social y educativo significativo, en gran parte gracias a la ayuda de iglesias y organizaciones no gubernamentales (ONG). En 1975, la Iglesia Mundial y la ONG Visión Mundial iniciaron un proyecto comunitario, mejorando la infraestructura social y las condiciones de vida. En 1977, las Hijas de Jesús, en colaboración con la Iglesia Católica, asumieron la dirección de la Escuela Abaroa km 28, que posteriormente se convertiría en Fe y Alegría “Don Bosco”.
El 21 de septiembre de 1987, se fundó el colegio Urbano “El Buen Pastor” gracias a la iniciativa del sub-alcalde Timoteo Blanco Choquevillca y la colaboración de la Iglesia Evangélica Mundial y Visión Mundial. En 1993, pasó a llamarse colegio Urbano San Germán III, y en 1995 se estableció como CEMA San Germán II.
En 1990, se creó el Centro Madre Educación para el Adulto, que más tarde sería conocido como Centro Educativo San Germán I, orientado a la educación de mujeres adultas. En 2008, la comunidad estableció el Instituto Tecnológico Comunitario Indígena Originario de San Germán km. 28, brindando programas técnicos y profesionales.
En 2012, se inauguraron las nuevas instalaciones de la Sub-Alcaldía, mejorando la infraestructura administrativa. En 2013, bajo la dirección de Hernán Herrera C., se fundó el Centro de Educación Especial, que ofrece educación inclusiva a niños con necesidades especiales. En 2014, se creó la Unidad Educativa 1.º de Mayo, y en 2015, bajo la gestión del sub-alcalde Feliciano Cruz, se construyó el Coliseo de San Germán, importante centro de actividades deportivas y culturales.

## Geografía

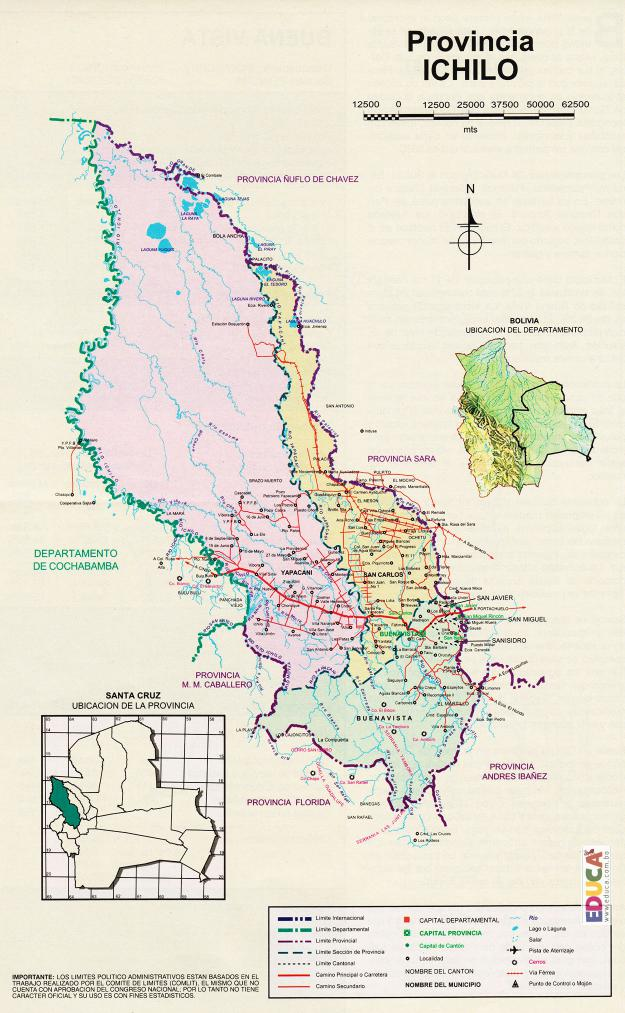
Provincia Ichilo

San Germán está ubicado en la región oriental de Bolivia, en la provincia Ichilo del departamento de Santa Cruz. La comunidad se encuentra en una zona de transición entre las tierras bajas orientales y los valles, lo que le brinda una diversidad de recursos naturales. Las tierras de la región se destinan principalmente a la agricultura y la ganadería.

## Economía
La economía de San Germán se basa en la agricultura, la ganadería y en algunos proyectos educativos y turísticos. La agricultura de subsistencia y la ganadería de ganado vacuno, ovino y camélido son fuentes clave de ingresos. Los proyectos educativos y técnicos, como el Instituto Tecnológico Comunitario Indígena Originario, han fortalecido el desarrollo económico de la región.

## ASOPLE
La asociación de productores de leche de Yapacaní - Puerto Grether "ASOPLE" se encuentra ubicada en la jurisdicción del Municipio de Yapacaní, tercera sección municipal de la provincia Ichilo del departamento de Santa Cruz.
Asople nace justamente con la actividad lechera el 5 de noviembre del año 1977 a la cabeza del Sr. Luis Castellón funcionando en la comunidad El chore, como parte integrante de la cooperativa integral, conformado por 25 socios, con una producción promedio por día de 400 litros, la misma se comercializaba a la planta industrializadora de leche "PIL".
Después de 43 años de vida institucional, la asociación cuenta con 286 socios, con una población ganadera de 21.779 animales, produciendo un promedio de 80.500 litros diarios, abarcando las comunidades de Naranjal, Bolívar, el chore, Palmar y San Germán.
Así mismo, cuenta con un laboratorio de calidad y otro de sanidad animal, junto a un equipo técnico al servicio de los asociados, el productor fue mejorando la genética de los animales, de una ordeña que realizaba en sus años de inicio, a hoy donde se realiza de dos a tres ordeñas por día.
Hoy en día, la calidad de la leche fue mejorando en cada uno de los 5 acopios, llegando a obtener calidad de clase "A", lo que significa mayores ingresos económicos para cada productor.
El conjunto de los beneficios que ofrece ASOPLE, incentivan el productor para una mejora continua.

## Transporte

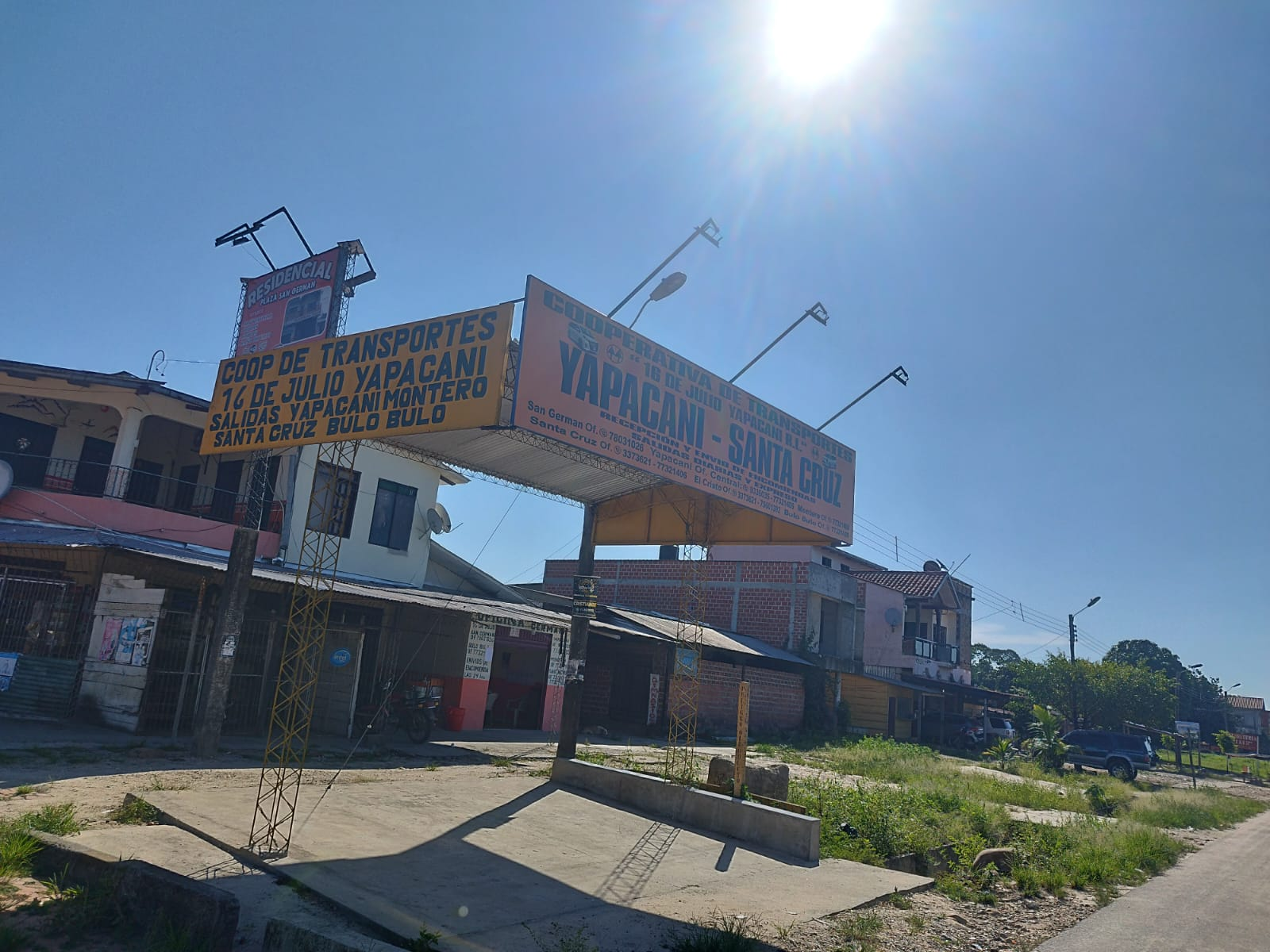
Transporte en San Germán

San Germán está conectado con otras regiones a través de una red vial que facilita el acceso a centros urbanos cercanos. La comunidad se comunica mediante el transporte terrestre con la ciudad de Santa Cruz y localidades cercanas como Yapacaní. Existen asociaciones de transportistas locales, como el sindicato 10 de febrero y la cooperativa 16 de julio, que ofrecen servicios de transporte.

## Educación

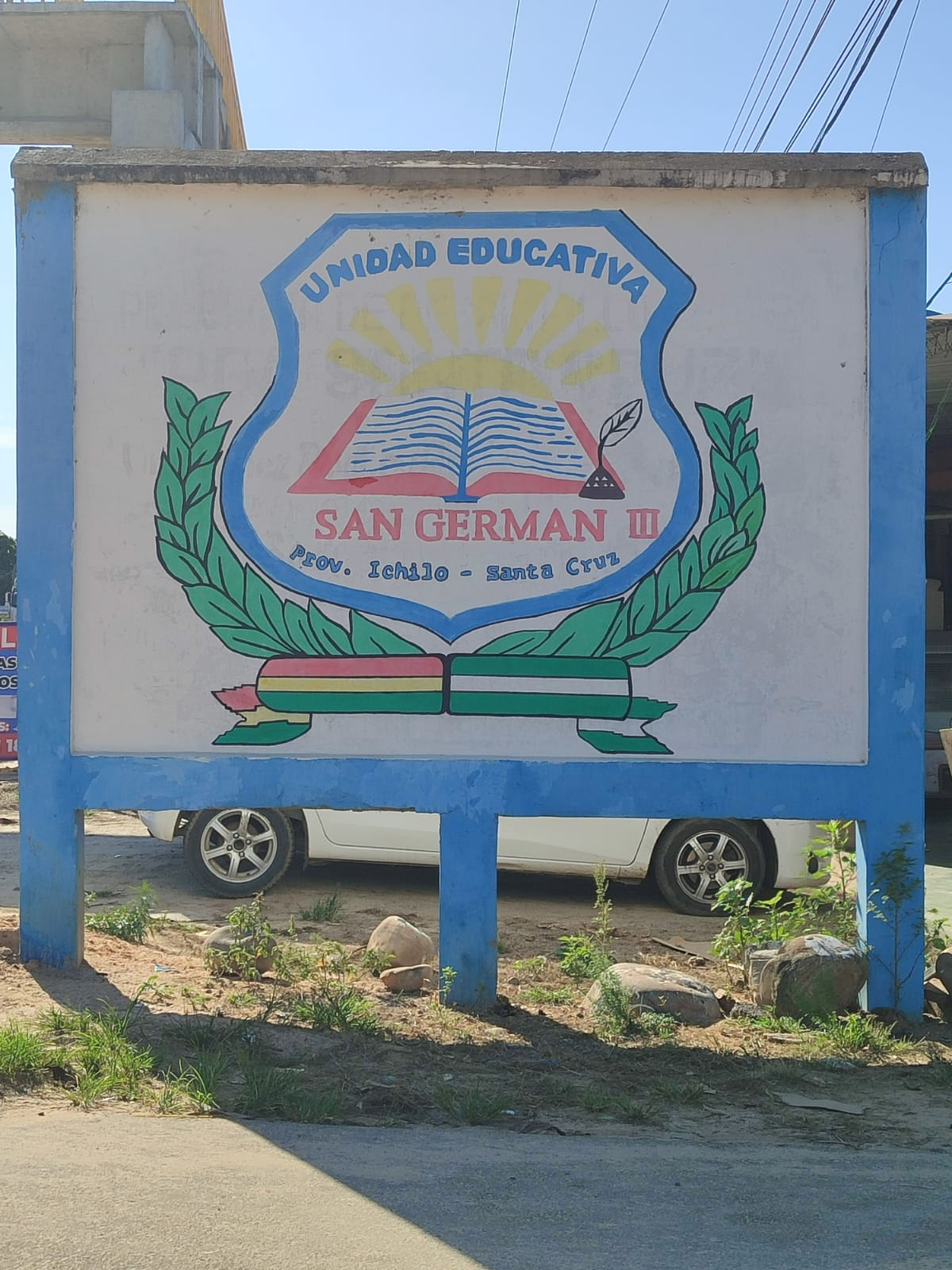
Unidad Educativa San Germán III

El sistema educativo de San Germán ha evolucionado desde una educación primaria básica hasta incluir instituciones de secundaria y educación superior. El Instituto Tecnológico Comunitario Indígena Originario ha brindado formación técnica a la juventud de la comunidad. También destacan iniciativas como el Centro Madre Cándida y el Centro de Educación Especial, los cuales han promovido la educación inclusiva y el empoderamiento de mujeres.
* Fundación de la Unidad Educativa

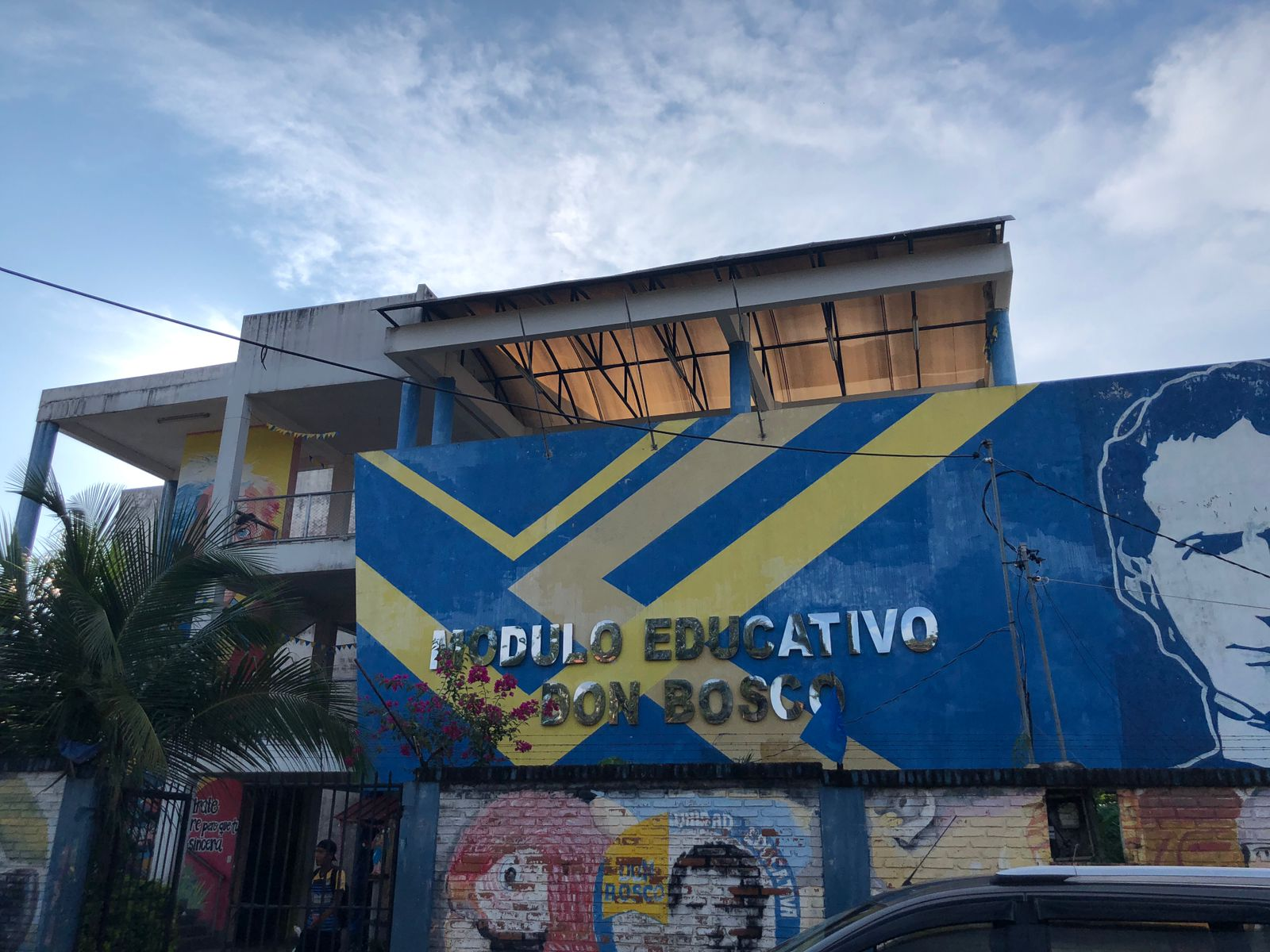
UnidadEducativaDonBosco

fue fundada en marzo de 1964 durante la presidencia del doctor Víctor Paz Estensoro, con el nombre de escuela seccional Abaroa, perteneciente al km 21 faja central, al fundarse tenía alrededor 20 estudiantes hijos de colonizadores de los departamentos de Cochabamba y potosí.
La escuela estaba situada a orillas del río orito, hecha con material del lugar.
En 1969, se construye una nueva escuela con materiales adecuados en el kilómetro 28 faja central, año tras año se aumentaban los estudiantes y los Ítems.
En 1977, llegaron tres religiosas a la comunidad de San Germán, con un espíritu solidario y dedicación integra a la educación.
En 1979, se construye la infraestructura antigua en la comunidad de San Germán y en 1982 se adopta el nombre de “DON BOSCO” y pasa a ser de convenio FE Y ALEGRIA, siendo la primera Directora la Hermana Filomena Serrano.
La Unidad Educativa “Don Bosco” EPDB nivel secundario ubicada en la comunidad de San Germán km 27 faja central, fue creada en 1988, siendo la primera promoción en 1991.
En 2011, pasa a ser dependiente de las Escuelas Populares Don Bosco de la familia Salesiana Regional Montero.
Actualmente la Unidad Educativa cuenta con 348 estudiantes, 20 profesores, 1 director y una secretaria. Con una infraestructura moderna (módulo) acorde a las exigencias de la Ley 070 Avelino Siñani y Elizardo Pérez Modelo Educativo Sociocomunirario Productivo cada año de escolaridad cuenta con dos paralelos con excepción de uno de los tres. La práctica pedagógica se realiza en el turno de la mañana.
La Unidad Educativa cuenta con Bachiller Técnico Humanístico BTH con la carrera Sistemas Informáticos.  Este año sale la primera promoción.

## Enlaces externos

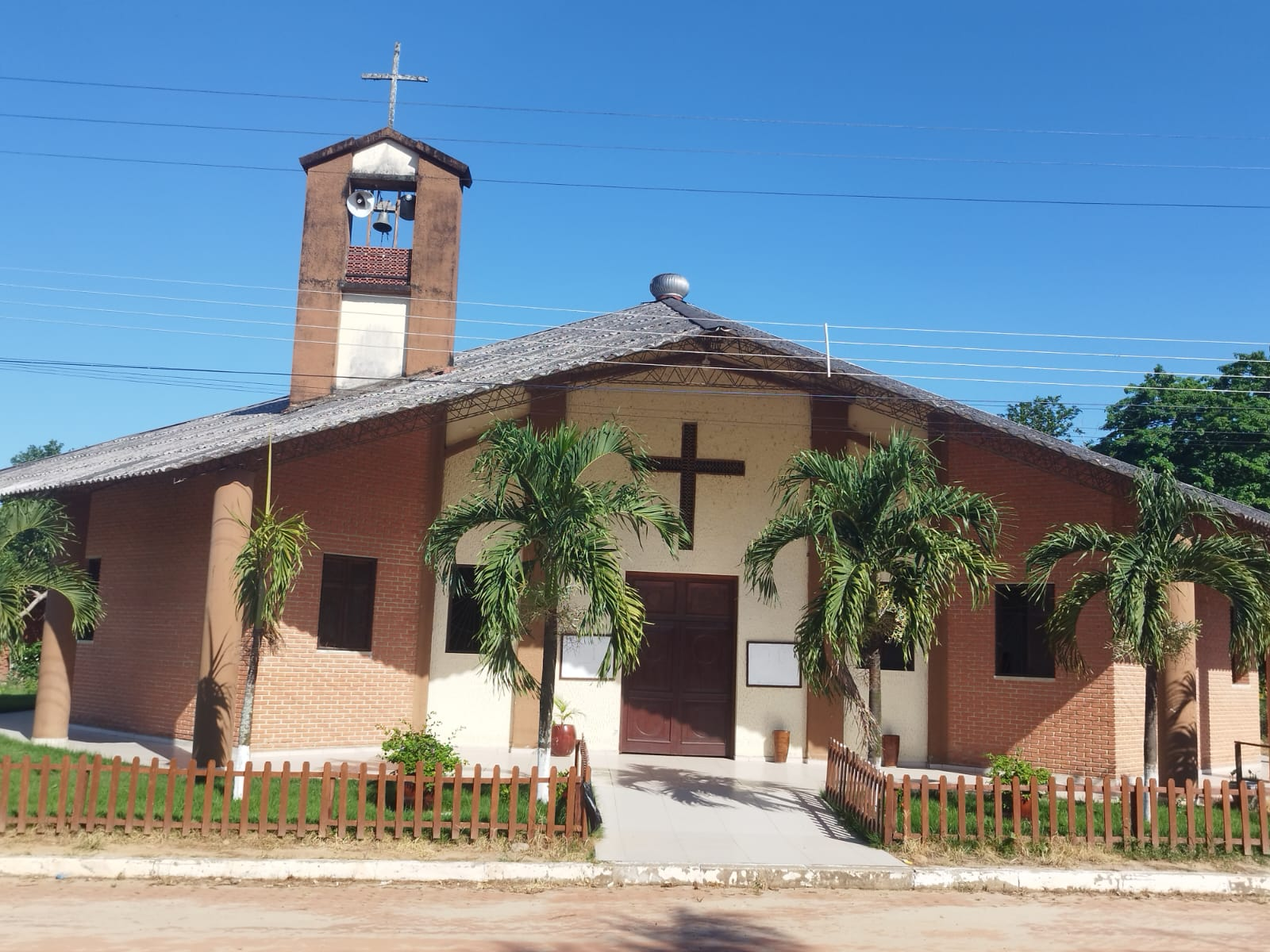
Iglesia en San German

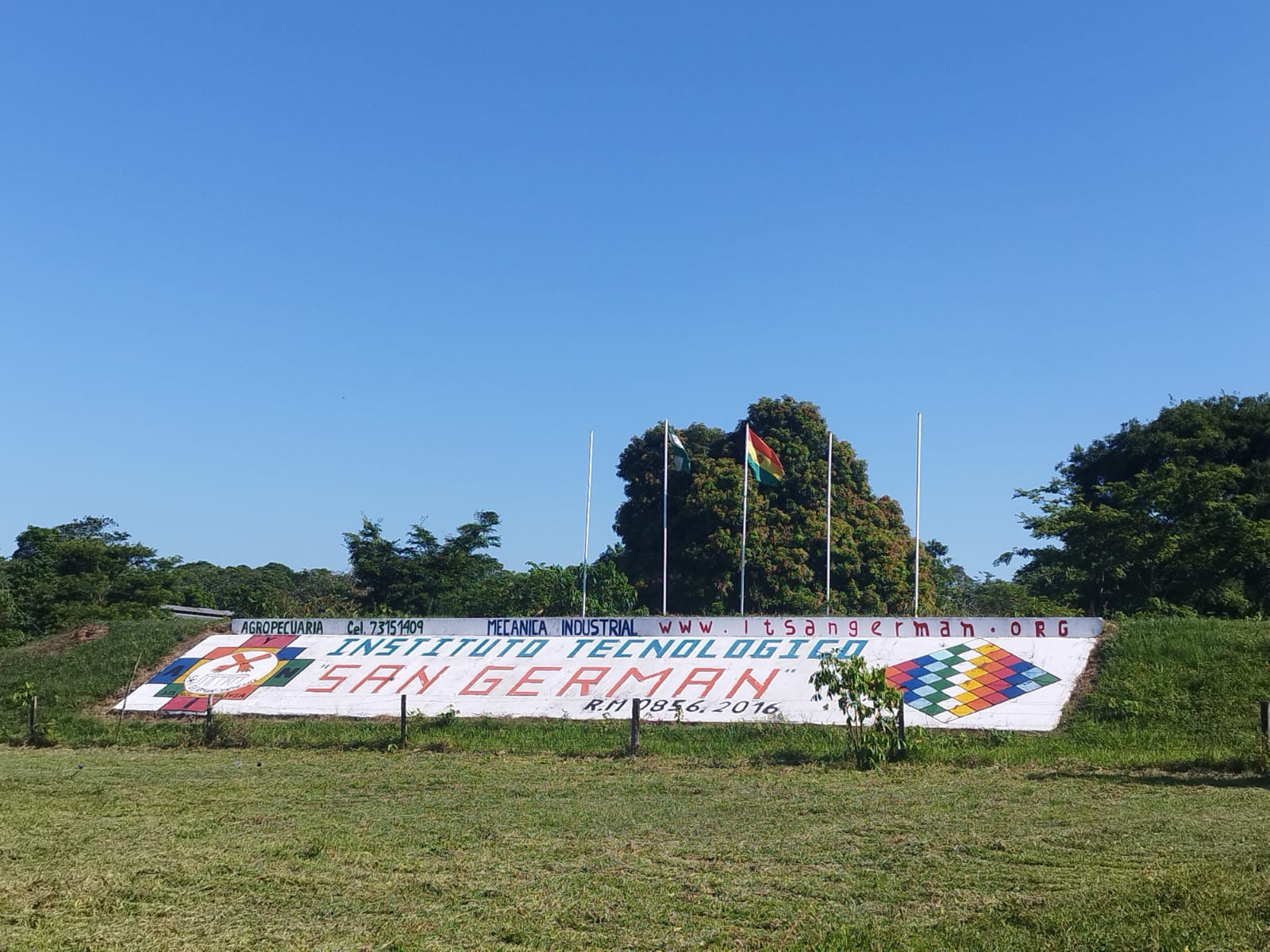
Instituto Tecnológico San German